# Antonio Fappani
Pour les articles homonymes, voir Fappani.
Antonio Fappani, né le 15 août 1923 à Quinzano d'Oglio et mort le 26 novembre 2018 à Brescia, est un historien, prêtre et universitaire italien qui a particulièrement travaillé sur l'histoire de la province de Brescia, en Lombardie (nord-ouest de l'Italie). Il est l'un des fondateurs de l'Enciclopedia bresciana, consacrée à la culture de la région.

## Biographie
Président de la Fondazione Civiltà Bresciana, Antonio Fappani œuvre à promouvoir la culture de la province de Brescia. Il est aussi connu pour ses recherches sur Giuseppe Zanardelli et Giuseppe Garibaldi qui sont « passés » dans la Brescia : le premier y est né et le second y a mené une bataille.
La Fondazione Civiltà Bresciana a permis de faire connaître cette culture brescienne et sa renommée comme peuvent en témoigner bien, des bibliographies des arts et des lettres, tant en Allemagne, aux États-Unis qu'en France, s'intéressant au patrimoine artistique et littéraire. Il est mort le 26 novembre 2018 à Brescia

## Apports scientifiques

### SurGiuseppe Zanardelli
Giuseppe Zanardellie Geremia Bonomelli Corrispondenza inedita Brescia Società per la storia della diocesi di Brescia 1968 page 77
« Les sociologues ne sont pas moins intéressés que les historiens la publication de correspondances ils considèrent comme une espèce du genre corpus Celle-ci malgré les lacunes de la conservation un côté comme de autre et bien elle ne puisse être dite une importance majeure est cependant avec ses 62 lettres de 1885 1902 un très vif intérêt Bonomelli évêque de Crémone lié tous les milieux libéraux et de tendance conciliatrice est une des grandes personnalités religieuses de son temps au-delà même de son pays Arch 11 no 141 Giuseppe Zanardelli 1826-1903) député président de la Chambre et du Conseil des Ministres est un laïc franc-ma on et anti clérical malgré sa formation catholique cible des intransigeants qui le dénoncent comme un enragé négateur de Dieu et un mangeur de curés Sur la question nationale unité italienne et le pouvoir temporel du pape les deux hommes ne seraient pas loin de entendre Ce qui les sépare touche au plus profond eux- mêmes et pourtant ne les empêche pas de communiquer mais sans aller se rejoindre En même temps, on découvre que Giuseppe Zanardelli est loin être aussi radical que le veut  la caricature de ses adversaires. Sans la division de Italie en noirs et en blancs, peut-être eût-il évolué autrement. Dans le climat du temps le libéral détaché de la religion il était devenu se sent une autre famille que le catholique libéral avec lequel il correspond bien aux yeux un catholique intransigeant : 'ils soient bons un et autre mettre dans le même sac ou pendre avec la même corde' . »